# Организација украјинских националиста
Организација украјинских националиста (ОУН; укр. Організація українських націоналістів, ОУН), била је политичка организација Украјинаца створена послије Првог свјетског рата. Главни циљ организације је био независна украјинска држава. Непосредни задаци су требало да буду заштита Украјинаца од насиља и асимилације од стране Пољака и Руса.
Борба је вођена оружаним путем, прво против државе Пољске, од 1939. и касније против Пољака и СССР, а од 1942. против Пољака, совјетских партизана и Нијемаца. У склопу те борбе, чињени су масовни злочини против цивила од свих зараћених страна. ОУН се посебно окривљује за убијање Пољака у западној Украјини.

## Настанак
Пољско-украјински сукоб има дугу историју. У новије доба сукоб је поново оживљен након Првог свјетског рата када је мировним уговорима Пољској припала источна Галиција (или данашња западна Украјина) на којој је тада живјело око 7.000.000 Украјинаца. Пољска се обавезала пред међународним организацијама да ће поштовати национална права Украјинаца. Међутим, све је то било само на папиру. Пољске власти су почеле асимилирати украјинско становништво. Многе организације и украјинске школе које су постојале из времена аустроугарске владавине у Галицији су укинуте. Пољска је основала концентрационе логоре за Украјинце. Тврдило се да су Русини (званични назив за Украјинце у Пољској) у ствари Пољаци те их треба повратити на своју праву националност. Пољаци нису поштовали ни Грко-католичку украјинску цркву коју је и сам папа признавао као равноправну са Римо-католичком црквом. Ишли су тако далеко да су хапсили чак и митрополита грофа Андрију Схептицког. Минирали су и палили украјинске православне и гркокатоличке цркве. Било је много пољског терора којег је чинила пољска полиција над Украјинцима. Украјинци су били масовно затварани и тучени.
Да би се том насиљу стало на крај Украјинци су у 1929. години основали тајну организацију под називом Организација украјинских националиста (ОУН). ОУН се супротставила Пољацима вршећи убиства пољских политичара или генерала. Вршене су и разне саботажне акције. Пољска је масовно насељавала пољске колонисте у Галицију и хтјела да промијени етничку слику становништва. ОУН је спаљивала пољске усјеве и пољска имања и стварала услове да се пољски колонисти уклоне из западне Украјине. ОУН и пољска тајна полиција биле су за јавност у правом невидљивом рату. Исто тако совјетски НКВД је водио тајни рат против ОУН јер је ОУН почела да дјелује и на територији совјетске Украјине, а циљ је био стварање независне украјинске државе. Совјети су убили вођу ОУН пуковника Јевгенија Коновалеца (укр. Євге́н Миха́йлович Конова́лець), подметнувши му „поклон“ књигу у којој је била јака бомба.

## Њемачка окупација Пољске
Кад су Нијемци окупирали Пољску а совјетске трупе западну Украјину ОУН је наставила борбу против НКВД-а али не много успјешно јер није имала пуно искуства са новим противником.
Совјетска тајна полиција је успјела да завади врх ОУН и он се расцијепио на двије фракције ОУН: ОУН-А и ОУН-Б. Једну је предводио пуковник Андреј Мељник (укр. Андрій Атанасович Мельник), а другу Степан Бандера (укр. Степан Андрійович Бандера). ОУН Андрије Мељника није имала много присталица у Западној Украјини нити Украјини у цјелини. Она је држала под својом командом веома развијену шпијунску мрежу ОУН која је дјеловала у бројним земљама од Аустралије па до Финске и Шведске или на свим континентима. ОУН Степана Бандере је дјеловала на украјинским земљама, нарочито међу младим Украјинцима, ђацима и студентима.
Односи између Пољака и Украјинаца су у великој мјери обиљежили Други свјетски рат на подручју Украјине. Није било никакве ни пољске ни украјинске државе у стилу такозване НДХ, али су постојале пољске и украјинске војне формације. Пољаци су имали војску под именом Армија Крајова (пољ. Armia Krajowa). Армија Крајова (писало се још и „Оружане снаге у домовини“) је била пољска тајна војна организација која је дјеловала на територијама под њемачком окупацијом. Била је под командом вође који је био у Лондону и подређена пољској влади у емиграцији. Настала је у Варшави 27. септембра 1939. од „Службе пољске побједе“ (SZP), која је у јануару 1940. преименована у „Савез оружане борбе“ (ZWZ). ZWZ је у почетку команду примао из Француске. Након окупације Француске и преласка владе у Уједињено Краљевство била је под командом генерала Сикорског.
У 1942. години ZWZ је преименован у Армија Крајова. АК је водила борбу против Нијемаца. У почетку је била концентрисана на разне акције као што су саботаже и диверзије. Тек 1943. године кад је дошло до преокрета рата након њемачког пораза у Стаљинграду АК је организовала партизанске јединице које су дјеловале са антињемачких, антикомунистичких и антиукрајинских позиција. Због тога је водила борбе не само са Нијемцима већ и са совјетским партизанима и „Украјинском устаничком армијом“ (УПА) тј. украјинским антињемачким и антисовјетским партизанима. Сукобила се и са пољским комунистичким партизанима.

## Напад на СССР
Пред напад Њемачке на СССР у Њемачкој је формиран један батаљон од украјинских добровољаца из Украјине. Нијемци су придобијали Украјинце пропагандом да ће они да помогну стварање независне украјинске државе. Након страшног терора и жртава које су Украјинци доживјели у тридесетим годинама од совјетске власти стварно су многи очекивали ослобођење од Нијемаца. Овај батаљон је прешао совјетско-њемачку границу и први ушао у Лавов 30. јуна 1941. године. У Лавову је затечена страшна слика. Уочи повлачења НКВД је стријељао све ухапшене Украјинце (и неке Пољаке) код којих је у полицијским картонима стајало „у случају рата стријељати“. Радило се о неколико хиљада људи, углавном интелигенције, свештеника и комунистима политички сумњивих елемената. Исто се десило по свим градовима у западној Украјини одакле се НКВД-е повлачио.

## Разлаз са Нијемцима
Дана 30. јуна 1941. године у Лавову су Украјинци усмјерени од ОУН сазвали Раду (Парламент) и прогласили обнову украјинске независне државе. Тада су Нијемци одмах показали своје право лице. Проглашење је извршено без консултација са Нијемцима те је Гестапо похапсио све главне украјинске вође. Неки су стријељани одмах а неки отпремљени у концентрационе логоре. Ухапшен је и Степан Бандера. Од њега се тражило да се сазове нова Рада и опозове проглашење независности. Бандера није пристајао на то. Отпремљен је у концентрациони логор Саксенхаузен. Ухапшена су и два његова брата и ликвидирана у Аушвицу. По Украјини су почела масовна хапшења украјинских националиста. У проблеме су чак дошли и Украјинци у НДХ. Они су припадали другој ОУН којом је командовао пуковник Андрија Мељник и у сагласности са Павелићем формирали Украјинску Легију за Источни фронт. Из Берлина је Загреб примио депешу о забрани упућивања украјинских националиста на Источни фронт. Та Легија никада није упућена у Украјину. Ухапшени су и неки важни Украјинци у Загребу те их је Гестапо отпремио у концентрациони логор.
Украјински батаљон који је стигао са Нијемцима у западну Украјину је повучен у Њемачку и одмах расформиран. Био је то брзи разлаз Украјинаца и Нијемаца. Сарадња је трајала првих седам дана и никад се више није обновила.

## Обнова ОУН 1942.
Десеткована ОУН је у 1942. почела поново организовано да дјелује. Почело се са стварањем Украјинске Устаничке Армије (УПА). На чело УПА је дошао генерал Роман Шухевич (његов стриц је живио у Загребу а касније у Београду). Недостајало је оружја. Оно је прикупљано на разне начине, преко шверца, отимања од њемачке полиције и нападима на мање њемачке формације. Број војника УПА је растао и прелазио број од стотину хиљада.

## Сукоби с Пољацима, Совјетима и Нијемцима
На терену Западне Украјине се тад појавила и Армија Крајова. Украјинска УПА је понудила сарадњу али су Пољаци одбили. Велики број пољских колониста и Пољака уопште служио је у њемачким полицијским јединицама које су Нијемци назвали „Украјинска полиција“. То је са Украјином било везано само као са географским појмом. Састав осим Пољака сачињавали су њемачки фолксдојчери из Украјине а Украјинаца је било мало. Нападајући њемачке полицијске јединице УПА је дошла у сукоб са Армијом Крајовом која се појавила као заштитник пољских колониста. УПА је нападала пољска села и хтјела да истјера Пољаке из западне Украјине. Пољаци из њемачке полиције и Армије Крајове (раздвојено) су нападали на украјинска села. Вршени су страшни покољи на једној и другој страни. Најжешћи сукоб је био у Волинији.
Нијемцима је одговарао пољско-украјински сукоб. Доста су се мирно према томе односили. Интервенисали су само за убијене Нијемце. За једног убијеног њемачког војника убијали су по слободном нахођењу 100 Украјинаца. Велики број Украјинаца је отпремљен у концентрационе логоре или на принудни рад у Њемачку. Кад су се у Украјини појавили и совјетски „украјински партизани“ ствар се још више искомпликовала. Борбе су се водиле између Армије Крајове и совјетских партизана и УПА и совјетских партизана, УПА и Армије Крајове и УПА и Нијемаца и АК и Нијемаца. За Нијемце су ратовали и њихови „сателити“ (Румуни, Мађари итд.). Совјетска страна је покушавала да УПА придобије на своју страну. Вођени су совјетско-украјински преговори. Совјети су тражили да се УПА стави под врховну команду оружаних снага Совјетског Савеза. Од стране УПА је постављено питање: „Признајете ли независну Украјину?". Москва није дала задовољавајући одговор и борбе између УПА и совјетских партизана а касније регуларне совјетске армије су настављене и трајале још и у педесетим годинама, скоро десет година након завршетка Другог свјетског рата.

## Послије Другог свјетског рата
Неколико година након завршетка Другог свјетског рата УПА је доживјела велики пораз кад су је у заједничкој акцији напале совјетска, пољска и чехословачка армија. До тог времена УПА је контролисала већину територије Западне Украјине, нарочито шумовите Карпате. У случају великих совјетских офанзива је прелазила границу и оперисала у шумама на територији Пољске и Словачке. Пољаци да би сасјекли економску базу УПА насилно су очистили своју територију од Украјинаца који су живјели уз пољско-совјетску (украјинску) границу. 150.000 Украјинаца је расељено на сјевер Пољске. Била је то позната Акција „ВИСЛА“.
Пољска мањина није могла да опстане у западној Украјини. Масовно се исељавала у Пољску. Западна Украјина је постајала етнички чиста. Међутим, НКВД је хапсио стотине хиљада западних Украјинаца и отпремао их у Сибир. Тада су се појавили по први пут Руси у Западној Украјини. Они су добили куће и станове Украјинаца отјераних у Сибир. Стављени су на сва руководећа мјеста, од сеоских задруга, до фабрика и полиције и војске. Неким случајем једино је тернопољска област остала углавном етнички чиста.
УПА је у педесетим годинама дјеловала у малим групама и скривала се по бункерима и Карпатима. Руси су недавно објавили податак да је од стране УПА убијено 30.000 војника НКВД-а. Након 1945. УПА се подредила енглеској обавјештајној служби. Мале формације УПА су илегално и уз борбе прелазили Чехословачку и предавале се Американцима у Њемачкој. У центрима у Њемачкој вршен је даљи тренинг командоса УПА и они су британским војним авионима избацивани падобранима изнад Украјине. С обзиром да је неколико људи из британске обавјештајне службе радило за Русе, ове акције нису биле плодне јер су их НКВД-овци једноставно дочекивали на земљи.

## Убиство Степана Бандере
Након завршетка Другог свјетског рата Степан Бандера је живио у емиграцији у Западној Њемачкој одакле је наставио да руководи УПА уз помоћ и подршку британских обавјештајних служби. Убијен је по налогу КГБ-а 15. октобра 1959. године у Минхену. Послије његове смрти организацију је водио С. Ленкавски (С. Ленкавский).

## ОУН послије Бандере
Долази до престанка оружаних активности у самој Украјини од 1958. ОУН се касније преформира и дијели на више фракција под разним именима. Неке од њих постоје и данас и судјелују у политичком животу Украјине. Конгрес Украјинских Националиста је једна од странака у влади предсједника Виктора Јушченка.

## Независна Украјина
Русија (и раније СССР) имају негативан став према ОУН, УПА и Степану Бандери, сматрајући их сарадницима Нијемаца (због борби против совјетских партизана и Црвене армије). Пољска држава такође лоше гледа на ОУН и УПА, због борби УПА против Армије Крајове и покоља Пољака. Када је 13. октобра 2007. откривен споменик Бандери у Лавову, предсједништво савеза Пољака Украјине је то назвало великом провокацијом.
У Украјини постоје разна мишљења. Дио јавности сматра УПА и Степана Бандеру борцима за самосталну украјинску државу, и с тиме оправдава акције УПА против Пољака и Совјета. Исто тако, неки њемачки документи доказују борбе УПА против Нијемаца.